# Défense personnelle
Pour les articles homonymes, voir Autodéfense.
 (décembre 2015).
Si vous disposez d'ouvrages ou d'articles de référence ou si vous connaissez des sites web de qualité traitant du thème abordé ici, merci de compléter l'article en donnant les références utiles à sa vérifiabilité et en les liant à la section « Notes et références ».
 (décembre 2017).
 (avril 2018).

La défense personnelle, ou self-defense en anglais, désigne l’ensemble des techniques et stratégies visant à se protéger contre une agression physique. Elle englobe des notions telles que le combat rapproché (close combat) ou le combat de rue. Le terme connexe « autodéfense » partage la même origine étymologique, mais il est souvent associé à des situations impliquant l’usage d’armes.

## Introduction
La défense personnelle repose en premier lieu sur la gestion de la peur lors d’une agression, comme l’explique William Legrand. Son enseignement s’inspire fréquemment des arts martiaux ou des sports de combat, mais s’en distingue par une finalité différente : là où les arts martiaux privilégient le respect de l’adversaire, généralement qualifié de « partenaire », la défense personnelle vise à neutraliser une attaque le plus rapidement possible pour éviter d’être maîtrisé, blessé ou tué. Bien que l’entraînement respecte des règles de sécurité strictes (utilisation d’armes factices, port de protections), son application réelle se fait sans considération pour l’agresseur, celui-ci ne respectant pas sa victime. Cependant, la législation française impose que la réponse soit proportionnée à l’attaque, et la légitime défense ne peut être invoquée que si l’on est attaqué en premier.
La défense personnelle inclut également l’utilisation optimale de l’environnement et des objets disponibles (ceinture, chaise, bouteille, etc.). Les enseignements sérieux ne se limitent pas aux techniques de combat, mais abordent aussi la gestion des conflits (évitement par le comportement ou la parole) et les aspects juridiques, notamment la notion de légitime défense.
Dans certains pays où l’État peine à contrôler la criminalité, la défense personnelle peut prendre une forme armée, sous forme de milices civiles. Ces groupes, parfois liés à des partis politiques, peuvent devenir des instruments de violence politique.

## Efficacité directe et arts martiaux traditionnels
Les arts martiaux traditionnels, développés au fil des siècles dans des contextes de guerre, ont évolué entre le XVIIe et le XIXe siècle sous l’influence de plusieurs facteurs :
- Les périodes de paix, comme l’ère Tokugawa au Japon ;
- L’introduction des armes à feu, réduisant l’importance du combat au corps à corps ;
- La modernisation des sociétés, entraînant un déclin des traditions martiales.

Ainsi, des pratiques comme la savate, autrefois un combat de rue, sont devenues des disciplines sportives régulées. Cependant, la défense personnelle se concentre sur l’efficacité immédiate, ce qui a conduit certains experts à adapter les arts martiaux traditionnels à des situations réalistes, en utilisant des protections (casques, gants) et des armes factices (couteaux en mousse, faux pistolets) pour simuler des conditions réelles.
Malgré cela, les arts martiaux traditionnels restent une base essentielle pour l’enseignement de la défense personnelle. Certains opposent les techniques modernes aux arts martiaux traditionnels, arguant que ces derniers se sont éloignés de la réalité. Cependant, cette opposition relève parfois d’un argument commercial, visant à promouvoir une pratique spécifique.

## Types de pratiques
On distingue trois catégories principales de pratiques :
1. Les pratiques hygiénistes/éducatives (taiji quant, qi gong, aïkido, judo, karaté shootant), axées sur le respect et le travail sur soi ;
2. Les sports de combat (boxes, luttes, karaté de compétition), qui développent l’endurance, la rapidité et la gestion de la surprise, mais restent limités par des règles ;
3. Les pratiques applicatives (Krav maga, System, close combat), centrées sur des simulations de situations réelles.

L’efficacité de ces pratiques dépend de leur diffusion et de leur accessibilité. Les arts « doux », bien que moins préparatoires à la violence, offrent une meilleure gestion des distances et des chutes, réduisant les risques de blessures graves lors d’une agression.

## Points faibles du corps humain
Les techniques de défense personnelle ciblent souvent les points vulnérables du corps humain, tels que les yeux, la gorge, les genoux, la nuque ou les zones sensibles (testicules, vagin, seins). Cependant, l’efficacité de ces coups peut être limitée par l’adrénaline et le stress, qui atténuent la douleur. Les coups portés aux articulations ou aux zones incapacitantes restent plus fiables.

## Légitime défense en droit français
En droit pénal français, la légitime défense est définie à l’article 122-5 du code pénal. Elle constitue une cause d’irresponsabilité pénale, à condition que la réponse soit :
- Actuelle : le danger doit être imminent ;
- Injustifiée : l’agression doit être illégale ;
- Réelle : l’agression ne doit pas être supposée.

La défense doit également être nécessaire, immédiate et proportionnée à l’agression.

## Armes subi-létales
Les armes subi-létales, comme les bombes lacrymogènes, sont conçues pour provoquer une incapacité temporaire tout en limitant les risques mortels. Elles sont souvent utilisées pour leur rapidité et leur efficacité, bien que leur usage puisse présenter des dangers en cas de mauvaise manipulation.

## Défense personnelle armée
Certains estiment que la possession d’une arme est nécessaire pour se protéger, notamment contre un agresseur armé. Cependant, cette pratique comporte des risques, tels que l’utilisation hors du cadre de la légitime défense, le vol de l’arme ou des accidents domestiques.